# Richthofen Bay
Die Richthofen Bay ist eine Bucht an der Südküste der Insel Neubritannien. Sie liegt in der Provinz West New Britain von Papua-Neuguinea.

## Geographie
Das Gebiet der Bucht ist Teil der Salomonensee und vulkanischen Ursprungs. Die zerklüftete Küstenlinie ist von gehobenen Korallenkalken, Riffen, Sandbänken sowie von der Mündung des Ursula River geprägt. Gerade der westliche Teil der Bucht bildet im Wesentlichen das Ästuar dieses Flusses. Die Bucht wird von einem Einschnitt in die Küstenlinie Neubritanniens gebildet und ist im Westen und Osten durch hervorspringenden Landzungen begrenzt. Die Insel Kaveng (auch: Akaveng) liegt unmittelbar vor der Bucht und schirmt diese zu einem Teil ab. Auf der Insel liegt die gleichnamige Siedlung Kaveng.

## Geschichte
1886 wurde Neubritannien (zu der Zeit Neupommern genannt) Teil der deutschen Schutzgebiete in der Südsee und gehörte zu Deutsch-Neuguinea. Nach dem Ersten Weltkrieg wurde die Insel 1918 Teil des an Australien übertragenen Völkerbund-Mandatgebiets Territorium Neuguinea.
Vermutlich fungierte der deutsche Geograph Ferdinand von Richthofen als Namensgeber.